# Marvelous Party Tour
Die Marvelous Party Tour war die dritte Tour der amerikanischen Band Jonas Brothers, bei der sie als Headliner in Erscheinung trat. Sie umfasste 49 Shows, welche alle im Zeitraum von Juni bis Oktober 2007 stattfanden.

## Hintergrund und Wissenswertes
Die Tour wurde oftmals auch Prom-Tour genannt, da die Bühne während der Shows themenbezüglich dekoriert worden war. Die Tour diente der Promotion des zweiten Studioalbums der Band, Jonas Brothers, welches am 7. August 2007 bei Hollywood Records erschien. Die Shows wurden überwiegend in Nordamerika (Vereinigte Staaten) gespielt. Die Tournee begann am 23. Juni 2007 in Winter Haven, Florida, und endete am 15. Oktober desselben Jahres in Columbia, South Carolina.

## Konzerte
Quelle
| Datum              | Stadt          | Land               | Veranstaltungsort                    |
| ------------------ | -------------- | ------------------ | ------------------------------------ |
| Nordamerika        |                |                    |                                      |
| 23. Juni 2007      | Winter Haven   | Vereinigte Staaten | Cypress Gardens                      |
| 25. Juni 2007      | Lodi           | Vereinigte Staaten | Felician College                     |
| 27. Juni 2007      | Nashville      | Vereinigte Staaten | Ryman Auditorium                     |
| 28. Juni 2007      | Eureka         | Vereinigte Staaten | Six Flags St. Louis                  |
| 29. Juni 2007      | Pleasanton     | Vereinigte Staaten | Alameda County Fair                  |
| 30. Juni 2007      | Del Mar        | Vereinigte Staaten | San Diego County Fair                |
| 2. Juli 2007       | Cleveland      | Vereinigte Staaten | House of Blues                       |
| 5. Juli 2007       | Jackson        | Vereinigte Staaten | Six Flags Great Adventure            |
| 6. Juli 2007       | Cohasset       | Vereinigte Staaten | Summer stock theatre                 |
| 7. Juli 2007       | Westbury       | Vereinigte Staaten | North Fork Bank                      |
| 9. Juli 2007       | Myrtle Beach   | Vereinigte Staaten | House of Blues                       |
| 11. Juli 2007      | Savannah       | Vereinigte Staaten | Johnny Mercer Theatre                |
| 12. Juli 2007      | Austell        | Vereinigte Staaten | Six Flags Over Georgia               |
| 13. Juli 2007      | Bessemer       | Vereinigte Staaten | Alabama Adventure Theme Park         |
| 14. Juli 2007      | Baton Rouge    | Vereinigte Staaten | Blue Bayou and Dixie Landin’         |
| 15. Juli 2007      | Gurnee         | Vereinigte Staaten | Six Flags Great America              |
| 16. Juli 2007      | Albuquerque    | Vereinigte Staaten | Kiva Auditorium                      |
| 17. Juli 2007      | Tempe          | Vereinigte Staaten | Marquee Theatre                      |
| 19. Juli 2007      | Santa Rosa     | Vereinigte Staaten | Sonoma County Fair                   |
| 21. Juli 2007      | Stillwater     | Vereinigte Staaten | Lumberjack Days                      |
| 22. Juli 2007      | Stillwater     | Vereinigte Staaten | Radio Disney Parade                  |
| 24. Juli 2007      | Tulsa          | Vereinigte Staaten | Tulsa Performing Arts Center         |
| 26. Juli 2007      | Corpus Christi | Vereinigte Staaten | American Bank Center                 |
| 28. Juli 2007      | Readington     | Vereinigte Staaten | Festival of Ballooning               |
| 29. Juli 2007      | Philadelphia   | Vereinigte Staaten | Penn’s Landing Great Plaza           |
| 30. Juli 2007      | Paso Robles    | Vereinigte Staaten | California Mid-State Fair            |
| 31. Juli 2007      | West Hollywood | Vereinigte Staaten | The Roxy                             |
| 2. August 2007     | Bowie          | Vereinigte Staaten | Six Flags America                    |
| 3. August 2007     | Providence     | Vereinigte Staaten | Lupo’s                               |
| 4. August 2007     | Uncasville     | Vereinigte Staaten | Mohegan Sun Arena                    |
| 5. August 2007     | Atlantic City  | Vereinigte Staaten | Atlantic City Outlets, The Walk      |
| 6. August 2007     | New York City  | Vereinigte Staaten | Gramercy Theater                     |
| 7. August 2007     | New York City  | Vereinigte Staaten | Gramercy Theater                     |
| 9. August 2007     | Agawam         | Vereinigte Staaten | Six Flags New England                |
| 11. August 2007    | Sparta         | Vereinigte Staaten | Kentucky Speedway                    |
| 13. August 2007    | Indianapolis   | Vereinigte Staaten | Indiana State Fair                   |
| 14. August 2007    | Greensburg     | Vereinigte Staaten | Palace Theater                       |
| 16. August 2007    | Poughkeepsie   | Vereinigte Staaten | The Chance                           |
| 17. August 2007    | Altamont       | Vereinigte Staaten | Altamont Fair                        |
| Karibik            |                |                    |                                      |
| 19. August 2007    | San Juan       | Puerto Rico        | Luis A. Ferré Performing Arts Center |
| Nordamerika        |                |                    |                                      |
| 21. August 2007    | Orlando        | Vereinigte Staaten | House of Blues                       |
| 23. August 2007    | Ocean Grove    | Vereinigte Staaten | Bash at the Beach                    |
| 1. September 2007  | Valdosta       | Vereinigte Staaten | Wild Adventures                      |
| 23. September 2007 | Puyallup       | Vereinigte Staaten | Puyallup Fair                        |
| 7. Oktober 2007    | Mechanicsville | Vereinigte Staaten | Virginia State Fair                  |
| 8. Oktober 2007    | Dallas         | Vereinigte Staaten | State Fair of Texas                  |
| 9. Oktober 2007    | Perris         | Vereinigte Staaten | Southern California Fair             |
| 14. Oktober 2007   | Perry          | Vereinigte Staaten | Georgia National Fair                |
| 15. Oktober 2007   | Columbia       | Vereinigte Staaten | South Carolina State Fair            |